# Biarum dispar
Biarum dispar är en kallaväxtart som först beskrevs av Heinrich Wilhelm Schott, och fick sitt nu gällande namn av Salvador Talavera. Biarum dispar ingår i släktet Biarum och familjen kallaväxter. Inga underarter finns listade.